# アニタ (船舶)
アニタ（Anita）は、1973年に大西洋のバミューダトライアングル付近で消息を絶ったとされている貨物船。バミューダトライアングルの「魔力」によって消えたとされることもあるが、現在では、単に荒天と波浪が原因の海難事故だったと考えられている。

## 概要
アニタは2万トンの貨物船だった。この船は1973年3月にアメリカからドイツへ向かう途中に行方不明になった。失踪当時32名乗船していたが、SOS信号を発することもなくバミューダトライアングル付近で乗員もろとも消失した。その後船の残骸や乗員の遺体なども見つからない「消滅」であった。消失したと見られる当時は荒天で高さ15mの波浪が襲う中を航行していたと考えられている。SOS信号を発しなかったとはいえ、おそらく荒天と波浪が原因で沈没したのだろうと結論付けられた。

## エピソード
かねてよりバミューダトライアングルは、例えば1918年に300人を超える乗組員と共に行方不明になったサイクロプスのように、アニタが消息を絶った時点においても、全く原因不明の行方不明だとされている船舶の消失が起こってきた海域として知られてきた。そしてサイクロプスの場合は2010年現在でも行方不明になった原因を誰も満足に説明できずにおり、アニタもそのような謎めいた失踪を遂げたのだとオカルト好きな人々に言われることもあるが、それらはでっち上げと考えられる。繰り返しになるが、現在ではアニタの場合は荒天と波浪が原因の海難事故だと考えられている。